# Barbara Wrzesińska

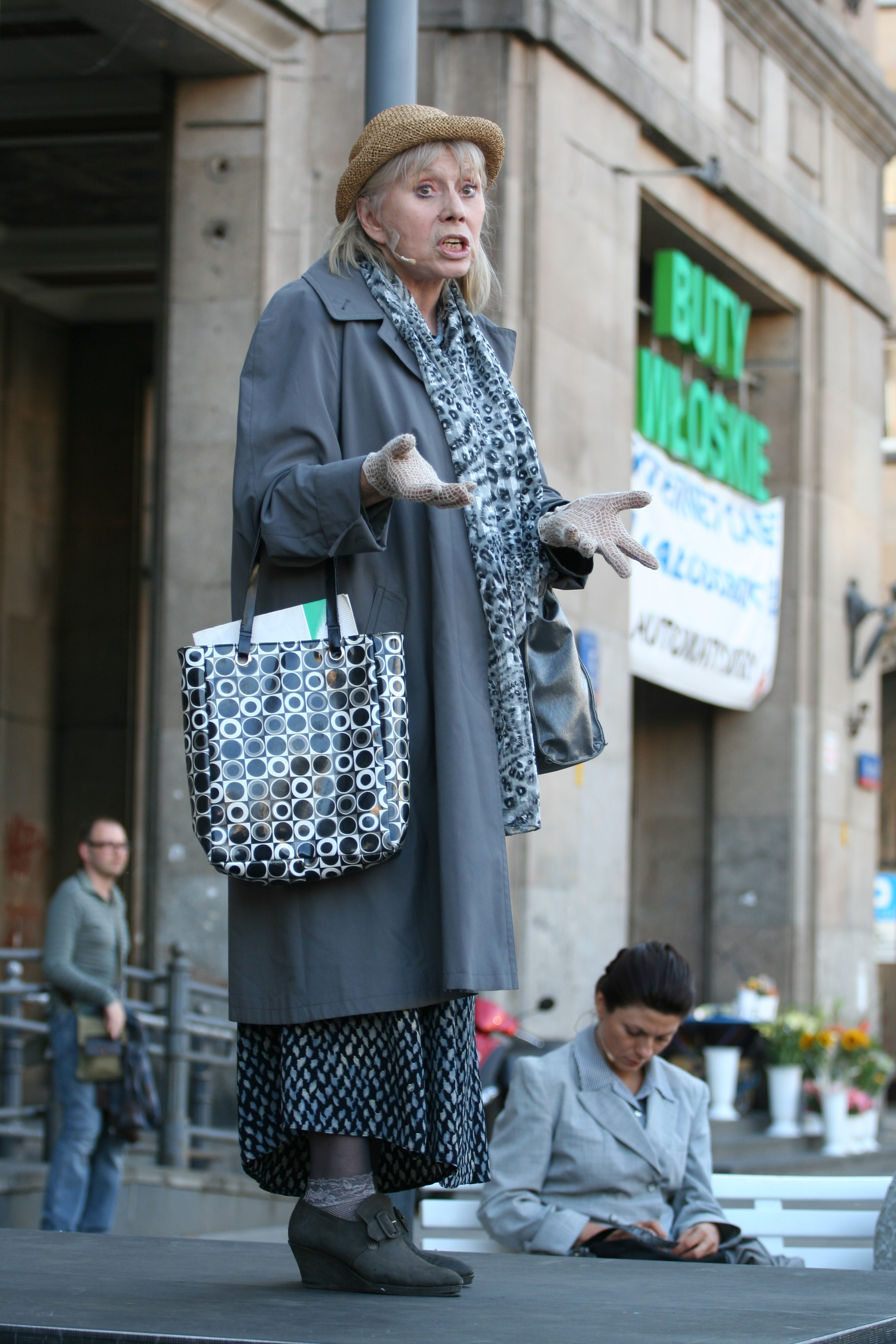
Barbara Wrzesińska w przedstawieniu Lament na placu Konstytucji, wystawianym na placu Konstytucji w Warszawie przez Teatr Polonia

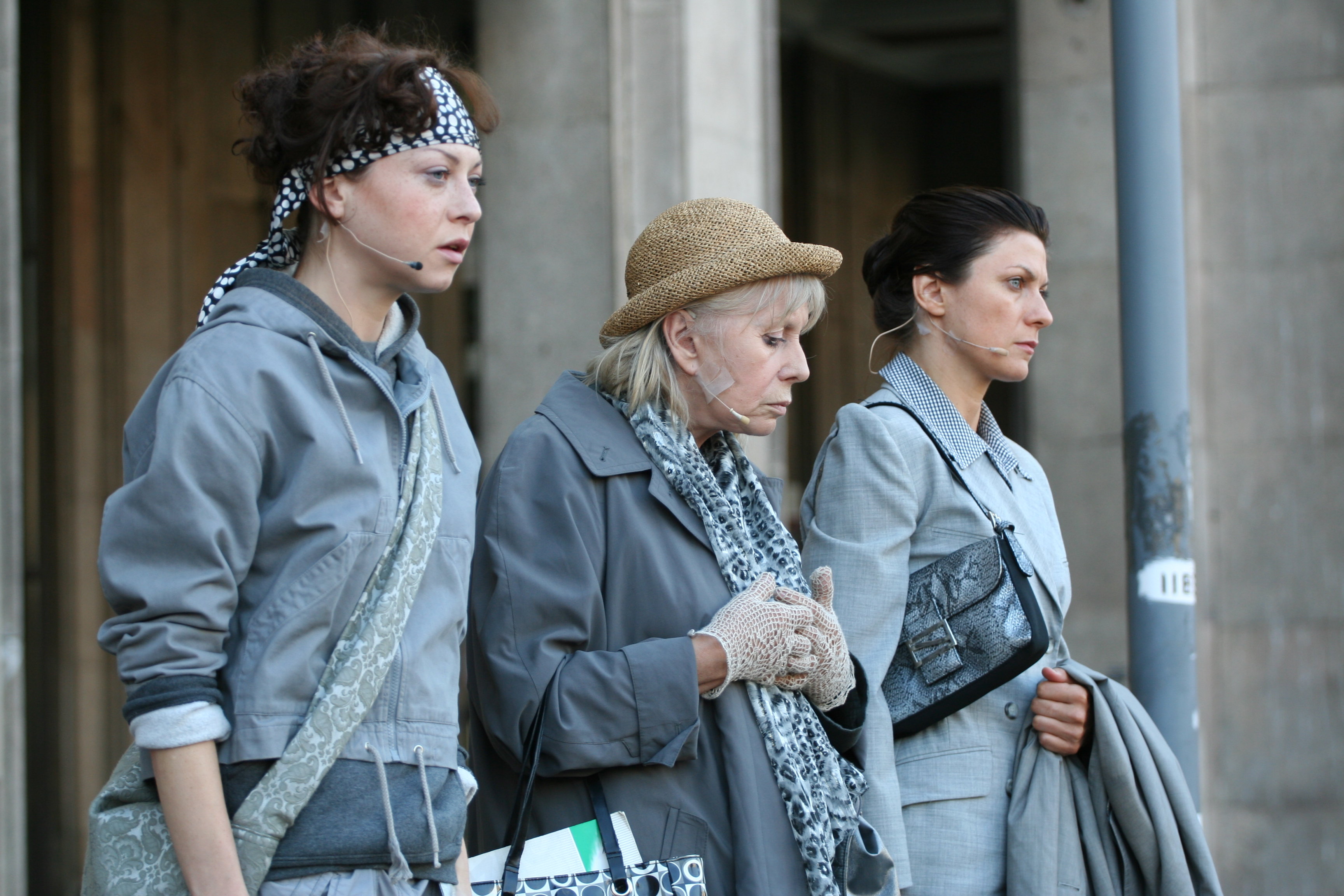
Małgorzata Zawadzka, Barbara Wrzesińska i Katarzyna Maternowska w przestawieniu Lament na placu Konstytucji, wystawianym na tytułowym placu w Warszawie przez Teatr Polonia

Barbara Wrzesińska (ur. 15 stycznia 1938 w Warszawie) – polska aktorka i artystka kabaretowa. Odtwórczyni roli Panny Basieńki w kabarecie Olgi Lipińskiej. 

## Życiorys
Urodziła się i dorastała w Warszawie w rodzinie rzymskokatolickiej. Jej ojciec, humanista, polonista i łacinnik, przed II wojną światową zajmował się pedagogiką specjalną ze Stefanem Baleyem, pracując w zakładzie dla chłopców z problemami wychowawczymi. Uczęszczała do XXVIII Liceum Ogólnokształcącego im. Jana Kochanowskiego. Początkowo chciała być biologiem. W wieku 16 lat zdecydowała się wziąć udział w egzaminach do warszawskiej PWST, gdzie studiowała w latach 1956–57. Jej wykładowcami byli: Andrzej Łapicki, Aleksander Bardini i rektor, opiekun roku, Jan Kreczmar.
Jako 18–letnia studentka zadebiutowała w roli tancereczki z opery – Izabelli w przedstawieniu Zaproszenie do zamku (L’Invitation au château) Jeana Anouilha (1956) w reżyserii Stanisława Daczyńskiego, gdy otrzymała propozycję od Erwina Axera, ówczesnego dyrektora Teatru Współczesnego, z którym była związana w latach 1956–1973. We Współczesnym zagrała Molly w Operze za trzy grosze Bertolta Brechta (1958) w reż. Konrada Swinarskiego, Dockdaisy w Karierze Artura Ui Bertolta Brechta (1962) w reż. Erwina Axera, Marthę w Kto się boi Wirginii Woolf? Edwarda Albeego (1965) w reż. Jerzego Kreczmara, Alę w Tangu Sławomira Mrożka (1965) w reż. Erwina Axera, 
W 1960 zdała aktorski egzamin eksternistyczny. Potem grała w teatrach warszawskich: Teatrze Narodowym (1973–1976), Teatrze Ateneum (1976–1993), Teatrze Scena Prezentacje. Wśród licznych ról scenicznych były:  Wiera w Ludziach energicznych Wasilija Szukszyna (1977) w reż. Zdzisława Tobiasza, Spika hrabina Tremendosa w Onych Stanisława Ignacego Witkiewicza (1978) w reż. Piotra Paradowskiego, Dusia w Dusi, Rybie, Walu i Lecie Pam Gems (1978) w reż. Agnieszki Holland, Julia w Śmierci Dantona Georga Büchnera (1982) w reż. Kazimierza Kutza, Irma–Królowa w Balkonie Jeana Geneta (1985) w reż. Andrzeja Pawłowskiego, Maria Łukianowna w Samobójcy Nikołaja Erdmana (1988) w reż. Andrzeja Rozhina i Eleonora w Zamku w Szwecji Françoise Sagana w reż. Olgi Lipińskiej. 
Wystąpiła w wielu przedstawieniach Teatru Telewizji, w tym w jako Fruzia w Damach i huzarach Aleksandra Fredry (1965) w reż. Józefa Słotwińskiego, Goplana w Balladynie Juliusza Słowackiego (1970) w reż. Ewy i Czesława Petelskich, Szambelanowa w Panu Jowialskim Aleksandra Fredry (1976) w reż. Olgi Lipińskiej, królewna Disperanda w Igraszkach z Diabłem Jana Drdy (1979) w reż. Tadeusza Lisa. W 1973 otrzymała nagrodę Złoty Ekran, przyznawaną przez tygodnik „Ekran” za rolę Lucy w spektaklu Teatru TV Lucy Crown Irwina Shawa (1972) w reż. Andrzeja Łapickiego. W trzech odcinkach program dla dzieci Babcia Róża i Gryzelka (2005) wystąpiła jako babcia Róża.
Po raz pierwszy trafiła na kinowy ekran jako Irena, modelka Pietrka Kokowskiego (Bronisław Dardziński) w roku 1927 w komedii fantasy Antoniego Bohdziewicza Kalosze szczęścia (1958). Pierwszą znaczącą rolę amantki Elzy Veit zagrała w melodramacie Konrada Nałęckiego Dwoje z wielkiej rzeki (1958). W ekranizacji powieści Stefana Żeromskiego Popioły (1965) w reż. Andrzeja Wajdy została obsadzona w roli Zofki, siostry Rafała Olbromskiego (Daniel Olbrychski). W dramacie Krzysztofa Zanussiego Struktura kryształu (1969) zagrała nauczycielkę Annę z wiejskiej szkoły. W filmowej adaptacji dramatu Stanisława Wyspiańskiego Wesele (1972) w reż. Andrzeja Wajdy trafiła do obsady jako Maryna. W dramacie społeczno–psychologicznym Janusza Morgensterna Trzeba zabić tę miłość (1972) według scenariusza Janusza Głowackiego, kreuje majstrową–inżynierową, która romansuje z młodym pracownikiem męża. W dramacie psychologicznym Stanisława Lenartowicza Opętanie (1972) jako bezdzietna Maria doprowadza męża (Stanisław Mikulski) do zapłodnienia samotnej kobiety (Alicja Jachiewicz), aby potem adoptować dziecko. W dramacie wojennym Jana Łomnickiego Nagrody i odznaczenia (1973) na podstawie powieści Wacława Bilińskiego zagrała sanitariuszkę NSZZ. Wystąpiła w serialach, w tym Kopernik (także wersji kinowej; 1972) w reż. Ewy i Czesława Petelskich jako Anna Schilling, kuzynka i gospodyni Kopernika (Andrzej Kopiczyński) i Lalka (1977) w reż. Ryszarda Bera w roli Kazimiery Wąsowskiej. W dramacie psychologicznym Andrzeja Titkowa Terrarium (1979) wcieliła się w postać popularnej aktorki Marii Zatorskiej, uwikłanej w romans ze studentem (Michał Juszczakiewicz).
Współpracowała z Polskim Radiem i wzięła udział w nagraniu wielu audycji radiowych, w tym Kabaret Starszych Panów (1959, 1960, 1964), Potop Henryka Sienkiewicza (1968) jako Anusia, Zaklęty dwór Walerego Łozińskiego (1969) w reż. Zbigniewa Kopalko w roli Jadzi, Ogniem i mieczem Henryka Sienkiewicza (1970) jako Helena, Saga rodu Forsyte’ów Johna Galsworthy’ego (1970) w reż. Andrzeja Łapickiego jako Marjorie Ferrar, Księżniczka na opak wywrócona Pedra Calderóna de la Barki (1970) w reż. Zbigniewa Kopalko w roli Diany, Szczeniak Janusza Domagalika (1972–73) w reż. Jerzego Markuszewskiego, Rodzina Poszepszyńskich Macieja Zembatego i Jacka Janczarskiego (1973) jako Sylwia, Mata Hari – cena sławy – prawda i legenda Andrzeja Kudelskiego (1973–74) w reż. Juliusza Owidzkiego jako Mata Hari, Ziemia obiecana Władysława Reymonta (1975) jako Lucy Zukerowa, Noce i dnie Marii Dąbrowskiej (1975) jako Teresa Kociełłowa, Nad Niemnem Elizy Orzeszkowej (1976) w roli Emilii Korczyńskiej i Jaś i Małgosia braci Grimm (1994) jako czarownica, a także w nagraniach audiobooków, m.in. Niemcy Leona Kruczkowskiego (1969).

## Życie prywatne
Była żoną Jacka Janczarskiego, Macieja Maciąga i Bohdana Łazuki. Ma dwóch synów: Pawła Maciąga (który był pierwszym mężem modelki Agnieszki Maciąg) i Borysa Janczarskiego (muzyka jazzowego, saksofonistę).

## Odznaczenia
- 2001: Medal Per aspera ad astra przyznawany przez Fundację Sceny na Piętrze
- 2025: Złoty Medal „Zasłużony Kulturze Gloria Artis”[10]

## Filmy
- 1958: Dwoje z wielkiej rzeki (reż. Konrad Nałęcki) – Elza Veit
- 1961: Dwaj panowie N (reż. Tadeusz Chmielewski) – kobieta w samochodzie z panem N
- 1969: Struktura kryształu (reż. Krzysztof Zanussi) – Anna
- 1972: Wesele (reż. Andrzej Wajda) – Maryna
- 1972: Trzeba zabić tę miłość (reż. Janusz Morgenstern) – kochanka Andrzeja
- 1972: Kopernik / Kopernik, serial telewizyjny (reż. Ewa i Czesław Petelscy) – Anna Schilling
- 1972: Opętanie (reż. Stanisław Lenartowicz) – Maria
- 1973: Nagrody i odznaczenia (reż. Jan Łomnicki) – pielęgniarka Joanna Fontańska
- 1975: Dulscy (reż. Jan Rybkowski) – Julliasiewiczowa
- 1976: Znaki szczególne (reż. Roman Załuski) – żona Jaworowicza
- 1976: Dagny (reż. Haakon Sandøy) – żona Jana Kasprowicza, Jadwiga
- 1977: Coś za coś (reż. Agnieszka Holland) – Anna Walewska
- 1977: Lalka (serial telewizyjny, reż. Ryszard Ber) – Kazimiera Wąsowska
- 1978: Zielona miłość (reż. Stanisław Jędryka) – Magda, matka „Sarny”
- 1979: Detektywi na wakacjach (miniserial telewizyjny, reż. Leokadia Migielska)  –  mama Marta
- 1993: Człowiek z ... (reż. Kondrad Szołajski) – matka Macieja Okraglaka
- 2003: Na dobre i na złe (reż. Maciej Dejczer) – Rozalia, siostra Neli
- 2006: Niania, serial telewizyjny (reż. Jerzy Bugajewicz) – Apolonia, babcia Frani
- 2008: Agentki (reż. Piotr Wereśniak) – właścicielka mieszkania
- 2009–2010: Plebania (reż. Jerzy Łukaszewicz) – babcia Michała
- 2009: Nie opuszczaj mnie (reż. Ewa Stankiewicz) – starsza pani na cmentarzu
- 2020: Listy do M. 4 (reż. Patrick Yoka) – Kornelia Leśniewska

## Polski dubbing
- 2010: Alicja w Krainie Czarów - Lady Ascot
- 2007: Rodzinka Robinsonów – Babcia Lucille
- 2006: Mój brat niedźwiedź 2 – Innoko
- 1976: Pogoda dla bogaczy – Maggie
- 1971: Prywatny detektyw – Ellen
- 1964: Dwaj muszkieterowie – Lenka
- 1964: Różowa Pantera: Strzał w ciemności

### Kabaret
- 1968–1970: Głupia sprawa – 10 spektakli
- 1970–1974: Gallux Show – 10 spektakli
- 1975–1977: Właśnie leci kabarecik – 10 spektakli
- 1977–1981: Kurtyna w górę – 18 spektakli
- Kabaret Olgi Lipińskiej
- Kabaret Starszych Panów